# Izvanzemaljci
Izvanzemaljci (vanzemaljci, svemirci), pojam je koji se koristi za označavanje organizama čiji dom nije planet Zemlja, već neki drugi dio svemira. Danas se proučavanjem ovoga fenomena bavi egzobiologija koja do danas nije uspjela naći jedan autentičan dokaz postojanja života izvan Zemlje. Pod ovim pojmom u znanstvenim se krugovima podrazumijeva bilo kakav oblik života u rasponu od najjednostavnijih bakterija do složenih organizama sličnih ljudima.
Dio znanstvenika na osnovi istraživanja smatra da je postojanje živih organizama izvan planeta Zemlje vrlo vjerojatno i da neki oblici života gotovo sigurno postoje u svemiru, ali se svi slažu da ti oblici nisu stigli do planeta Zemlje. Kao moguća pogodna mjesta za razvoj života u svemiru, smatraju se tzv. nastanjivi planeti koje se nalaze na određenoj udaljenosti (sličnoj Zemljinoj) od središta svog zvjezdanog sustava da bi se na njoj razvio život i posjeduju ili su posjedovali tijekom svog razvoja vodu na svojoj površini.

## Kandidati u Sunčevom sustavu
U Sunčevu sustavu i dalje postoji nekoliko kandidata za postojanje vanzemaljaca. Ako postoje, onda je jest riječ o jednostavnim oblicima života.  

###### Mars
Danas se Mars spominje kao jedini planet kandidat za vanzemaljce. Mars je nekada, smatra se, imao oceane na svojoj površini, u kojima se mogao lako razviti jednostanični život. Do danas nisu pronađeni izravni dokazi za postojanje života. 
Unatoč tomu, ima neizravnih dokaza. Jedan od njih je i meteorit ALH 184001, koji je 1984. pronađen na Allan Hillsu na Antartici, a mikroskopiranjem su nađeni potencijalni fosili organizama, unatoč tome što isto otkriće ostaje sporno do danas.

###### Europa i Enkelad
Europa i Enkelad su trenutačno najbolji kandidati za postojanje života izvan Zemlje. Europa je Jupiterov mjesec, a Enkelad Saturnov. 
Letjelica Galileo je 1996. pronašla dokaze gejzira na Europi, a oni su potvrđeni 2014. i 2016., a također postoji mnogo dokaza za podzemni ocean. Letjelica Europa Clipper trebala bi stići na Europu 2026., a preletom gejzira pokušati naći tragove života.
Kada je u pitanju Enkelad, postoji vrlo velika šansa za ocean vode ispod površine. Početkom 2006. NASA-ina letjelica Cassini snimila je, vjerojatno, tekuću vodu koja izbija iz gejzira na Enkeladu. To je dodatan dokaz oceana. Radarski podaci iz 2014. godine otkrili su rezervoar vode ispod južnog pola, dubine 10-ak km. Podaci iz 2015. su dokazali globalni ocean jer je izmjereno da se Enkelad na nekim mjestima titra više, a negdje manje.
Postoje također određene šanse da život uspijeva na Enkeladu, zbog oceana. Jedan od najbližih preleta Enkeladu Cassini-Huygens napravila je 28. listopada 2015., na udaljenosti od samo 49 km, te je skupio instrumentima neke uzorke iz gejzira te ih analizirao. Na temelju tih podataka 2018. godine nađeni su tragovi organskih molekula težih od 200 atomskih jedinica, makar još nije poznato dolaze li s Enkelada ili s meteora. Prije toga je 2017. otkriven i vodik na Enkeladu, te su nađeni tragovi i amonijaka, ugljikovog dioksida te metana.

###### Titan
Titan, jedan od Saturnovih mjeseca, veliki je prirodni laboratorij koji može mnogo pomoći pri otkrivanju postanka života. Vjerojatnost da postoji život na Titanu je vrlo mala, jer je temperatura na površini Titana tek -180 °C zbog velike udaljenosti od Sunca. No zato Titan jedini u Sunčevom sustavu posjeduje 60% gušću atmosferu od Zemlje. Titanova atmosfera sastoji se većim dijelom od dušika (94%) i metana (5%), a u njoj su prisutni i etan, cijanovodik, ugljikov dioksid, ugljikov monoksid u manjim količinama. Osnovna razlika između Titana i rane Zemlje je u vrlo niskoj temperaturi Titana, što rezultira nedostatkom tekuće vode. Nedovoljna temperatura i nedostatak vode održali su vjerojatno Titan milijardama godina istim u prebiološkoj fazi razvoja. Zbog postojanja značajne količine ugljika, Titan je izvrsno mjesto za istraživanje složenih organskih kemijskih reakcija koje su se morale jednom davno odvijati na Zemlji i temelj su svom životu. Razumijevanjem tih reakcija moći će se rekonstruirati čitava kemijska i biološka evolucija života na Zemlji i time razriješiti misterija nastanka života na Zemlji, a možda i u svemiru. Mala sonda Huygens, nazvana po astronomu Christiaanu Huygensu koji je otkrio Titan, zacijelo je u tome puno pomogla sletjevši na površinu Titana 2005. godine. Titan je zapravo primjer neuspjelog pokušaja nastanka života. On je podrška tezi - svuda gdje to uvjeti dopuste, život će nastati i razviti se. Istraživanje provedeno na Sveučilištu Cornell u New Yorku navodi kako bi života u svemiru moglo biti i više nego što mislimo i to u obliku azotosoma, životnih oblika sastavljenih od dušika, ugljika i vodika i sposobnih funkcionirati u tekućem metanu na temperaturama od minus 180 stupnjeva.

###### Pluton
Daleki Pluton izgubio je status planeta prije 14 godina, no, kako sad stvari stoje, izgleda da su ga znanstvenici itekako podcijenili. Letjelica New Horizons prošla je pored Plutona 14. srpnja 2015. godine i zabilježila nevjerojatnu količinu podataka o njegovim kompleksnoj atmosferi, ledenim planinama koje je formirao nepoznati geološki proces, organske materije na površini i ocean vode ispod površine. Izmaglica oko Plutona znanstvenike je podsjetila na onu oko Saturnovog mjeseca, Titana, koji je jedini mjesec u Sunčevom sustavu koji ima hidrološki proces. Moguće je da u tom oceanu ima više vode nego u svim morima na Zemlji. Plutonov ocean, koji je zbog leda vjerojatno bljuzgav, nalazi se 150 do 200 kilometara ispod ledene površine i dubok je oko 100 kilometara. Kako se iznad tog oceana nalazi toliko puno leda, Pluton i nije najizgledniji kandidat za život ali ne smije se reći i da je to nemoguće. Tekuća voda smatra se jednim od ključnih sastojaka za život.
Iako se nalazi na samom kraju Sunčeva sustava, odnosno 40 puta je dalje od Sunca nego Zemlja, maleni Pluton ima dovoljno radioaktivne topline preostale nakon formiranja planeta da vodu zadrži u tekućem stanju. Znanstvenici su istraživali zašto se područje koje izgleda poput srca nalazi u blizini Plutonova ekvatora. Računalni modeli pokazali su da se to područje najvjerojatnije napunilo ledom zbog čega se Pluton zaokrenuo te mu je napukla kora. To se moglo dogoditi samo u slučaju oceana ispod površine.
Ako zaista na Plutonu postoji život on zasigurno neće biti onakav kakav mi poznajemo. Oblici života koje mi poznajemo mogu tolerirati ekstremnu hladnoću, toplinu i sol, ali ne mislimo da bi mogli tolerirati toliku količinu amonijaka koju Pluton treba da bi spriječio zamrzavanje tog oceana. To je mjesto nemoguće za klice, a još manje za neki drugi oblik života koji poznajemo.

## Kandidati izvan Sunčevog sustava

### Egzoplaneti
Od 1995. izvan Sunčevog sustava je otkriveno mnogo egzoplaneta koji kruže oko zvijezda. Prvi potencijalno nastanjiv egzoplanet otkriven je 2007., a riječ je o planetu Gliese 581 c. Od tada je otkriveno mnogo nastanjivih planeta, a neki od njih smatraju se najboljim kandidatima za život do danas.

###### Sustav TRAPPIST-1
TRAPPIST-1, također označen kao 2MASS J23062928-0502285, je ultrahladna crvena patuljasta zvijezda koja je malo veća, ali mnogo masivnija od planeta Jupiter ; nalazi se 39,6 svjetlosnih godina (12,1 pc) od Sunca u zviježđu Vodenjak. Otkriveno je oko planete oko zvijezde sedam planeta slične veličine kao Zemlja, što je veći broj nego u bilo kojem drugom planetarnom sustavu. Studija objavljena u svibnju 2017. sugerira da stabilnost sustava nije osobito iznenađujuća ako se uzme u obzir kako su planeti prešli na svoju sadašnju orbitu preko protoplanetarnog diska. 
Tim belgijskih astronoma prvi je put otkrio tri planeta veličine Zemlje na orbiti oko patuljaste zvijezde 2015. 22. veljače 2017. astronomi su objavili otkriće još četiri dodatna egzoplaneta oko TRAPPIST-1. U ovom su radu koristili svemirski teleskop Spitzer i vrlo veliki teleskop, a nova otkrića dovela su do ukupnog broja planeta od sedam, od kojih se 3 ( e, f i g ) nalaze su konzervativnoj nastanjivoj zoni. Ostali bi također mogli biti useljivi, jer mogu imati tekuću vodu negdje na površini, a konzervativna nastanjiva zona nije jedina, tu je još i optimistična nastanjiva zona, koja predstavlja produžetak nastanjive zone. Ovisno o definiciji, ukupno čak 6 planeta ( c, d, e, f, g i h ) može biti u nastanjivoj zoni, s procijenjenim ravnotežnim temperaturama od 170 do 330 K (–103 do 57 °C; –154 do 134 °F). U studenom 2018. astronomi su utvrdili da je planet TRAPIST-1e, četvrti po udaljenosti od svoje matične zvijezde, najvjerojatnije oceanski svijet svijet nalik Zemlji i da će "biti izvrstan izbor za daljnja proučavanja, imajući na umu naseljivost".
Međutim, Keplerova promatranja u sklopu programa K2 otkrila su nekoliko bljeska na zvijezdi domaćina. Energija najjačeg događaja bila je usporediva s Carringtonovim događajem, jednog od najjačih bljeska viđenih na Suncu. Kako planeti sustavu TRAPPIST-1 orbitiraju mnogo bliže zvijezdi domaćinu nego Zemlja oko Sunca, takve erupcije mogu izazvati 10-10000 puta jače magnetske oluje od najmoćnijih geomagnetskih oluja na zemlji. Osim izravne štete koju zračenje uzrokuje erupcijama, mogu predstavljati i dodatne prijetnje: kemijski sastav planetarnih atmosfera vjerojatno se redovito mijenja erupcijama, a atmosfere se također mogu dugoročno erodirati. Dovoljno snažno magnetsko polje egzoplaneta moglo bi zaštititi njihovu atmosferu od štetnih učinaka takvih erupcija, ali egzoplanetu nalik Zemlji trebalo bi magnetsko polje u redoslijedu od 10 do 1000 Gausa da bi se zaštitilo od takvih baklji (kao usporedba, u Zemljino magnetsko polje je ≈0.5 Gauss). 
Hipotetski, ako bi uvjeti planetarnog sustava TRAPPIST-1 bili u stanju podržavati život, svaki mogući život koji se razvio abiogenezom na jednoj od planeta vjerojatno bi se proširio na druge planete u sustavu TRAPPIST-1 putem panspermije, prijenos života s jednog planeta na drugi. Zbog neposredne blizine planeta u naseljenoj zoni s odvajanjem najmanje oko 0,01 AU jedan od drugog, vjerojatnost prenošenja života s jednog planeta na drugi znatno se povećava. U usporedbi s vjerojatnošću panspermije sa Zemlje na Mars, vjerojatno je da će interplanetarna panspermija u sustavu TRAPPIST-1 biti veća oko 10 000 puta.

###### Kepler-452b
Kepler-452b (poznat i kao Earth 2.0 ili Earth's Cousin zbog karakteristika) je egzoplanet otkriven pomoću svemirskog teleskopa Kepler. Nalazi se na udaljenosti od 1402 ly i orbitira zvijezdu Kepler-452 u nastanjivoj zoni. Otkriven je dana 23. srpnja 2015., a istog je dana otkriće i objavljeno. Prvi je planet slične veličine kao Zemlja koji kruži oko zvijezde koja je slična, gotovo identična Suncu. Starost egzoplaneta procjenjuje se na 6 milijardi godina.
Planet je za oko 50% veći negoli Zemlja te za oko 5 puta teži, a orbitira u nastanjivoj zoni. Temperatura je oko -8°C, što je malo toplije od Zemlje. Kako se nalazi oko zvijezde koja je po karakteristikama gotovo identična Suncu (G2V tipa, kao i Sunce), prima sličnu količinu svjetlosti, bez obzira na to što je udaljenost za oko 5% veća. Kako je zvijezda stara 6 milijardi godina (za 1.4 milijardi godina starija od Sunca), planet možda sada ima efekt staklenika, te atmosferu gustoće 16-56 zemaljskih atmosfera. Zbog faze u kojoj se zvijezda nalazi, za 500 do 900 milijuna godina nastanjiva zona bit će istisnuta iz staze planeta.

###### Kepler-186f
Kepler-186f je egzoplanet koji orbitira crvenog patuljka Kepler-186, na udaljenosti od 582 svjetlosne godine, u zviježđu Labud. Otkriven je dana 17. travnja 2014., a prvi rezultati su objavljeni još 19. ožujka. Otkriven je analizom podataka iz trogodišnjeg razdoblja. Jedan je od sličnijih planeta Zemlji, a i prvi je planet slične veličine Zemlje otkriven u nastanjivoj zoni.
Planet je radijusa 1.17 radijusa Zemlje. Masa je 1.4 mase Zemlje. Ima orbitalni period od 130 dana. Orbitira oko zvijezde Kepler-186, crvenog patuljka spektralnog tipa M1V koji ima još četiri planeta. Starost sustava je 4 milijarde godine, samo 600 milijuna godina mlađe od Sunca. Sam planet nalazi se na vanjskom rubu nastanjive zone, te bi mogao biti hladniji od Marsa. To utječe na sličnost Zemlji, koja zbog toga iznosi 64%. No, temperature bi mogle biti nešto više ako planet ima efekt staklenika.
Crveni patuljci, zvijezde M-tipa, emtiraju puno zračenja, pa je to još jedna potencijalna prepreka. Srećom, Kepler-186 nije puno aktivan. Također, još se ne zna ima li Kepler-186f atmosferu.

###### Kepler-442b
Kepler-442b je egzoplanet koji orbitira zvijezdu K-tipa Kepler-442. Riječ je o Superzemlji, planetu većem od Zemlje, a manjem od Neptuna. Ima radius od 1.34 radijusa Zemlje, kao i masu od 2.3 mase Zemlje, iako masa može biti i puno veća i manja. Gravitacija bi mogla biti 30% jača negoli na Zemlji. Orbitira na udaljenosti od 0.4 AJ, s orbitalnim periodom od 112 dana, u centru nastanjive zone zvijezde, te prima količinu svjetlosti jednaku onoj 70% svjetlosti Zemlje. Budući da se planet nalazi taman izvan zone u kojoj je planet zaključan, dan bi mogao trajati tjednima ili mjesecima.
Zvijezde K-tipa najbolje su zvijezde za stanovanje, ali njihovi uvjeti nastanjivosti još nisu potpuno istraženi. Žive dulje od Sunca, u ovom slučaju 30 milijardi godina, a ne emitiraju mnogo zračenja kao što to rade veoma dugoživuće zvijezde M-tipa (crveni patuljci).
Zbog toga je Kepler-442b nasličniji planet Zemlji koji nije zaključan, sa sličnošću od 84%. Također je i potencijalno najnastanjiviji od nezaključanih planeta. Sastav iz 2015. tvrdi da je najnastanjiviji zajedno s Keplerom-186f i Keplerom-62f.
Također je planet koji ispunjava najviše uvjeta da bude supernastanjiv planet, poput toga da je zvijezda K-tipa i da je u centru nastanjive zone.Ne ispunjava samo dva, a to su starost zvijezde i temperatura. Zvijezda bi trebala biti stara između 4,6 i 7 milijardi godina, a Kepler-442b ima starost od 2,9 milijardi godina. Temperatura bi trebala biti 25°C, a ovdje je -2°C.

###### Sustav Kepler-62
U sustavu Kepler-62 postoje 2 potencijalno nastanjiva egzoplaneta, Kepler-62e i Kepler-62f. Od ova dva Kepler-62f jest bolji kandidat za život. Oba su otkrivena 19. travnja 2013.
Kepler-62e orbitira u nastanjivoj zoni oko svoje zvijezde. Promjer mu je 1,61 promjera Zemlje, a masa 4,5 masa Zemlje. Orbitalno razdoblje oko zvijezde mu je 122 dana. Orbitira na unutarnjem rubu nastanjive zone oko svoje zvijezde, a sličnost mu je procijenjena na 83%, premda ovo ne mora biti tako jer njegove detaljnije karakteristike još nisu poznate.
Zvijezde K-tipa najbolje su zvijezde za stanovanje, ali njihovi uvjeti nastanjivosti još nisu potpuno istraženi. Žive dulje od Sunca, u ovom slučaju 30 milijardi godina, a ne emitiraju mnogo zračenja kao što to rade veoma dugoživuće zvijezde M-tipa (crveni patuljci). Kepler-62 jest također zvijezda K-tipa, i smatra se mirnom zvijezdom, točnog tipa K2V.
Ovaj planet ipak ima neke potencijalne prepreke za nastanjivost. Prema sadašnjim modelima, planet će vjerojatno biti stjenovit do promjera 1.6 promjera Zemlje. Kepler-62e je promjera 1,61 promjer Zemlje, pa ga neki smatraju plinovitim planetom. Moguće je da je stjenovit, ali i oceanski planet s globalnim oceanom. Također zbog svoje orbite na unutarnjem rubu nastanjive zone možda ima velik efekt staklenika, što ga može zbog visokih temperatura činiti neprikladnim za život. Zbog toga se smatra manje potencijalno nastanjivim negoli susjedni planet Kepler-62f.
Kepler-62f ima promjer od 1,41 promjera Zemlje, a masa 2,8 masi Zemlje. Orbitira u vremenskom razdoblju od 267 dana. Planet se nalazi u vanjskom dijelu nastanjive zone, zbog toga mu je sličnost procijenjena na 69% sličnosti Zemlje, ali smatra se da bi mogao biti mnogo sličnosti, premda ovo ne mora biti tako jer njegove detaljnije karakteristike još nisu poznate.
Zvijezde K-tipa najbolje su zvijezde za stanovanje, ali njihovi uvjeti nastanjivosti još nisu potpuno istraženi. Žive dulje od Sunca, u ovom slučaju 30 milijardi godina, a ne emitiraju mnogo zračenja kao što to rade veoma dugoživuće zvijezde M-tipa (crveni patuljci). Kepler-62 jest također zvijezda K-tipa, i smatra se mirnom zvijezdom, točnog tipa K2V. Ova zvijezda je stara oko 7 milijardi godina, što znači, da ako postoji život na planetu Kepleru-62f, da je isti imao dosad mnogo vremena za evoluciju. Za usporedbu, Zemlja je stara 4,56 milijardi godina.
U 2015. je sastav procijenio da je Kepler-62f, zajedno s Kepler-186f i Kepler-442b najbolji kandidat za nastanjivost, a u 2018. jest procijenjeno da ima, kao i Kepler-186f, stabilan nagib, a samim time i godišnja doba. Time je ovaj planet, kao i Kepler-186f, postao još bolji kandidat za nastanjivost. Ipak, trebao bi imati debelu atmosferu i velik efekt staklenika za temperature kao i na Zemlji, inače bi bio mnogo hladniji svijet.
Planet je smatran najnastanjivijim u Kepler-62 sustavu, a drugi nastanjivi planet u tom sustavu jest, pretpostavlja se, Kepler-62e. Ova dva planeta toliko su blizu da bi se život mogao prenositi jedan na drugog, jer bi putovanje između njih trajalo, smatra se, 52 dana.

### Drugo
Osim egzoplaneta, postoje i druga mjesta koja bi se mogla kandidirati za postojanje vanzemaljaca. Jedan od primjera su zvijezde koje neobično mijenjanju svoj sjaj.

###### KIC 8462852
KIC 8462852 (poznata i kao Tabijina zvijezda) je zvijezda glavnog tipa F smještena u zviježđu Labud približno 1,470 svjetlosnih godina (450 pc) od Zemlje. Neobične fluktuacije zvijezde, uključujući i do 22% prigušivanje svjetline, građanski su znanstvenici otkrili u sklopu projekta "Lovci na planete". U rujnu 2015. astronomi i građanski znanstvenici povezani s projektom objavili su pretisak članka koji opisuje podatke i moguća tumačenja.  Otkriće je napravljeno iz podataka prikupljenih svemirskim teleskopom Kepler, koji je promatrao promjene u svjetlini udaljenih zvijezda radi otkrivanja egzoplaneta. 
Neki astronomi nagađaju da bi predmeti koji pomrače Tabbyevu zvijezdu mogli biti dijelovi megastrukture koju je napravila vanzemaljska civilizacija, poput roda Dyson, hipotetička struktura koju bi napredna civilizacija mogla graditi okolo zvijezda da presiječe dio svoje svjetlosti za svoje energetske potrebe. Prema Steinnu Sigurðssonu, megastrukturna hipoteza je nevjerojatna i nepoštiva Occamova britva te ne uspijeva dovoljno objasniti zatamnjenje. Kaže, ipak, to je valjan predmet za znanstveno istraživanje jer je to hipoteza. Zbog širokog medijskog izvještavanja o tom pitanju, Keplerov Steve Howell usporedio je Tabby- jevu zvijezdu s KIC 4150611, s drugom zvijezdom s neobičnom svjetlosnom krivuljom, koja je nakon godina istraživanja pokazala da je dio jednog sustav s pet zvjezdica. Vjerojatnost da je vanzemaljska inteligencija uzrok prigušenja vrlo je mala; međutim, zvijezda ostaje izvanredan cilj SETI-a, jer prirodna objašnjenja još uvijek nisu u potpunosti objasnila fenomen prigušenja. Posljednji rezultati isključili su objašnjenja koja uključuju samo neprozirne objekte poput zvijezda, planeta, rojeva asteroida ili vanzemaljske megastrukture.

## U popularnoj kulturi
Izvanzemaljci, odnosno njihovo postojanje, zauzimaju središnje mjesto u djelima znanstvene fantastike, kao i među istraživačima NLO-a širom planeta.
U prilog postojanja izvanzemaljaca mogli bi ići fotografije i filmovi koji su procurili iz Zone 51.

## Vanjske poveznice
- Alien-UFO-Research